# Клаудиус, Маттиас
Маттиас Клаудиус (нем. Matthias Claudius; 15 августа 1740, Райнфельд (Гольштейн) — 21 января 1815, Гамбург) — немецкий писатель и журналист.

## Биография
Маттиас Клаудиус изучал теологию в Йене, однако курса не окончил. Выпустил в 1762 первый сборник стихов, расцененных критикой как подражательные. В конце 1760-х годов работал в гамбургской газете, встречался с Гердером, Лессингом и особенно на него повлиявшим Клопштоком. В 1770—1775 годах сам издавал газету «Der Wandsbecker Bothe», где напечатал множество статей, рассказов, стихов, басен и т. д., а под конец жизни он опубликовал полное собрание своих сочинений: «Sämmtliche Werke des Wandsbecker Bothen» (1790—1812). Клаудиус был одним из первых немецких писателей, занявшихся народным бытом и писавших для народа. Он умел соединить в своих сочинениях простоту с остроумием и в своё время стал любимым писателем как народа, так и культурных классов Германии. Резкий и едкий сатирик, Клаудиус обнаружил вместе с тем и много таланта в стихотворениях, то полных чувства, то веселых. Очень популярны были его застольные песни, воспевающие рейнское вино («Bekränzt mit Laub», «Der Mond ist aufgegangen», «Wenn Jemand eine Reise thut»).
Двоюродный племянник писателя — художник Вильгельм Клаудиус. 